# Barrandov Kino
Barrandov Kino je druhý kanál skupiny TV Barrandov. Stanice své vysílání zahájila 18. dubna 2015.
Barrandov Kino je tematický program zaměřený především na akviziční filmovou a seriálovou tvorbu. Program vysílá 24 hodin denně v češtině. Licence pro DVB-T a satelitní vysílání byla udělena 17. února 2015.

## Program
Kanál vysílá pořady vlastní tvorby, jako jsou například Nebezpečné vztahy, Jak to dopadlo!?, Co bude dnes k večeři?, Nikdo není perfektní či Babica vs. Sapík. Od června 2024 byly postupně přidávány některé zahraniční akvizice, jako například El Chapo nebo Vraždy v Pregau.

## Šíření
Barrandov Kino vysílá v Multiplexu 23. Dále v kabelové síti UPC a PODA, v IPTV O2TV a i v satelitní službě Skylink.